# To the Top
To the Top är debutalbumet från den tyska sångaren Ardian Bujupi som gavs ut 9 december 2011. Albumet innehåller 12 låtar. "This Is My Time" och "Rise to the Top" släpptes som singlar från albumet. Albumet tog sig aldrig in på den tyska albumlistan men låg en vecka på den schweiziska.

## Låtlista
1. This Is My Time – 3:11
2. Kiss the DJ – 3:15
3. Rise to the Top – 3:22
4. I Don't Know – 3:13
5. Overrated – 2:59
6. Get Wasted – 3:54
7. Freak – 3:39
8. That Girl – 3:06
9. Starlight – 3:04
10. Stereo Love – 3:33
11. Green Light – 3:14
12. Exotic – 3:01

## Listplaceringar
| Lista (2012) | Topplacering |
| ------------ | ------------ |
| Schweiz      | 98           |

## Singlar
- 2011 "This Is My Time" (#40 i Tyskland, #44 i Schweiz, #69 i Österrike)[2]
- 2011 "Rise to the Top"